# Eugen Dobrogeanu
Eugen Dobrogeanu (Bucarest, 17 ottobre 1913 – Bucarest, 18 gennaio 1992) è stato un ufficiale rumeno.
Fu il primo bibliografo della criminologia rumena e attivo partecipante all'Operazione Autonomous.

## Gioventù e carriera militare
Terminati gli studi della scuola elementare nel 1925 Eugen Dobrogeanu frequentò il liceo Gheorghe Sincai a Bucarest, conseguendo nel 1932 il diploma di maturità. Nello stesso anno fu ammesso alla scuola allievi ufficiali di gendarmeria che concluse alla fine del 1935. Successivamente, prestò servizio come istruttore alla scuola allievi sottufficiali di gendarmeria a Focṣani, dove tenne fino al 1940 corsi di polizia scientifica e criminologia.
In qualità di laureato in diritto - facoltà di giurisprudenza - e laureato della prova orale di dottorato in politica economica, Eugen Dobrogeanu pubblicò numerosi studi di polizia scientifica, criminologia e criminologia applicata. Nella sua opera "La  
scienza forense nella bibliografia rumena" ("La polizia moderna",  Focṣani 1940) , mise in evidenza i meriti dei professori Dott. Nicolae e Mina Minovici, attraverso la cui attività nel campo della ricerca della medicina forense a Bucarest, fu costituita la base della medicina legale rumena.
All'inizio del 1941, Eugen Dobrogeanu venne trasferito all'ispettorato della Gendarmeria di Bucarest, dove fu nominato dirigente del dipartimento per l'azione giudiziaria verso il movimento legionario, nell'ambito della Sezione 2. In questa funzione, redò il bolletino informativo quotidiano, centralizzando e sintetizzando le notizie sugli eventi ricevuti dai comandi di gendarmeria di tutto il paese.

## Partecipazione all'Operazione Autonomous
Nel periodo 1943-1944, il maggiore Eugen Dobrogeanu fu direttamente coinvolto nell'"Operation Autonomous" sotto il comando del generale Constantin Tobescu, come membro della guardia militare in carico della sorveglianza e custodia dei tre ufficiali britannici Alfred Gardyne de Chastelain, Ivor Porter e Silviu Meţianu. Questi paracadutisti furono catturati ed incarcerati in Romania durante la seconda guerra mondiale.
Nonostante tutti i pericoli, Eugen Dobrogeanu mantenne rapporti amichevoli con i prigionieri, offrendogli aiuto e dando loro alcune informazioni sugli eventi giornalieri. Alla fine, aiutò gli ufficiali inglesi anche con la mediazione di messaggi che sarebbero serviti alla loro evasione. Purtroppo questo obbiettivo, non fu più realizzato, in quanto Eugen Dobrogeanu venne richiamato sul fronte orientale di Odessa.

## Dopo guerra e ultimi anni
Tra aprile 1946 e marzo 1948, Eugen Dobrogeanu lavorò come vice comandante della Scuola Allievi Ufficiali della Gendarmeria, dove tenne conferenze sulla scienza forense e sui metodi della lotta alla criminalità economica. Poi venne richiamato all'Ufficio Sicurezza del capitale del paese, dove svolse un ampio lavoro, non solo nella scoperta delle organizzazioni legionarie, ma anche nella lotta contro la criminalità economica.
Da settembre 1948 a gennaio 1949 - dopo lo scioglimento della gendarmeria - Eugen Dobrogeanu fu uno dei membri del comitato organizzativo della milizia romena. Venne quindi assunto come direttore generale del Dipartimento della Pubblica Sicurezza e del Servizio d'Ordine, responsabile della segreteria, perciò promosso tenente colonnello.
Il 31 marzo 1951 Eugen Dobrogeanu, fu arrestato con l'accusa di "crimini e intensa attività contro la classe operaia ed il movimento rivoluzionario". Dopo quasi cinque anni di indagini in conformità alla decisione giurisdizionale No. 114/1956, venne assolto e dichiarato innocente con l'annullamento di tutte le condanne ed azioni imposte.
Dopo il suo rilascio dalla prigione, Eugen Dobrogeanu lavorò prima come operaio in una società di servizi e manutenzione a Bucarest, poi come economista nella Ditta per il commercio estero "Romtrans" di Bucarest, da dove andò in pensione.
Dopo la rivoluzione romena del 1989 il tenente colonnello Eugen Dobrogeanu fu riabilitato ed avanzato con il grado di colonnello. Morì il 18 gennaio 1992.

## Opere
- Terrorismo sotto il manto del nazionalismo (Terorismul sub masca naţionalismului) nella "Rivista della Gendarmeria" No. 3–4, marzo–aprile, 1938  p. 81–83
- Fotografia in indagini penali (Fotografia în cercetǎrile penale) nella "Rivista della Gendarmeria", 1938
- Microfotografia in indagini penali (Microfotografia în cercetǎrile penale) nella  "Polizia moderna", 1938
- Radiografia in indagini penali (Radiografia în cercetǎrile penale) nella "Rivista della Gendarmeria", ottobre, 1938
- Fotografia metrica (Fotografia metricǎ) nella "Rivista della Gendarmeria ", luglio 1939
- Cinematografia in indagini penali (Cinematografia în cercetǎrile penale), Focşani 1939
- Applicazione della fotografia penale (Aplicarea fotografiei penale), nella "Rivista della Gendarmeria", ottobre 1940
- La scienza forense nella bibliografia romena (Poliţia ştiinţifică în bibliografia românǎ), Focşani 1940
- Fotografia alla luce infrarossa e ultravioletta proveniente dal recupero di prove forensi (Fotografia la razele infraroşii şi ultraviolete în poliţia ştiinţificǎ), novembre 1940
- Studio di armi da fuoco (Studiul armelor de foc), nella "Rivista della Gendarmeria", 1940
- Identificazione di impronte (Identificarea cu ajutorul urmelor de paşi), nella "Rivista della Gendarmeria, 1942
- Disegno nella tecnica di indagine penale (Desenul în tehnica cercetării infracţiunilor), nella "Rivista della Gendarmeria", 1943
- Il casellario giudiziale (Cazierul judiciar), nella "Rivista della Gendarmeria", 1943
- Principi di scienza forense. Il ritratto parlante e le caratteristiche descrittive (Noţiuni de poliţie tehnică. Portretul vorbit sau semnalmentul descriptiv), nella "Rivista della Gendarmeria", Anno XXIII, No. 3-4-5-6, marzo–giugno, 1945, p. 69–80
- La falsificazione di monete (Falsificarea de bani), nella "Rivista della Gendarmeria" No. 1-3, gennaio–marzo, 1947, p. 23–27

## Onorificenze
- Ordine della Corona di Romania (cavaliere con spade)
- Medaglia "liberazione dal fascismo"
- Medaglia "vittoria contro l'hitlerismo"